# Catocala szechuena
Catocala szechuena là một loài bướm đêm thuộc họ Erebidae. Nó được tìm thấy ở miền tây Trung Quốc.